# Davide Sparti
Davide Sparti (* 21. května 1961 Řím) je italský filozof a sociolog.

## Život a kariéra
Je profesorem na filozofické fakultě sienské univerzity. Dříve pracoval na Università degli studi di Milano-Bicocca a univerzitě v Bologni.
Spolupracuje s mnoha vědeckými časopisy ("Iride", "Paradigmi", "Rivista di estetica", "Rassegna italiana di sociologia", "Intersezioni").
Roku 2002 byl nominován na International Scientist of the year společností International Biographical Centre of Cambridge.

## Dílo (výběr)
- 1992 Se un leone potesse parlare. Indagine sul comprendere e lo spiegare, Florencie, Sansoni
- 1994 Sopprimere la lontananza uccide. Donald Davidson e la teoria dell'interpretazione, Florencie, Nuova Italia
- 1995 Epistemologia delle scienze sociali, Řím, Nuova Italia Scientifica
- 1996 Soggetti al tempo. Identità personale fra analisi filosofica e costruzione sociale, Milán, Feltrinelli
- 2000 Identità e coscienza, Bologna, Il Mulino
- 2000 Wittgenstein politico, Milán, Feltrinelli
- 2002 Die Unheimlichkeit des Gewoehnlichen und andere philosophische Essays von Stanley Cavell, Herausgegeben von Davide Sparti, Fischer Verlag
- 2002 Epistemologia delle scienze sociali, nuova edizione riscritta ed allargata, Bologna, Mulino
- 2003 L'importanza di essere umani. Etica del riconoscimento, Milán, Feltrinelli
- 2005 Suoni inauditi. L’improvvisazione nel jazz e nella vita quotidiana, Bologna, Il Mulino
- 2007 Musica in nero. Il campo discorsivo del jazz, Torino, Bollati
- 2007 Il corpo sonoro. Oralità e scrittura nel jazz, Bologna, Il Mulino